# Schneider Electric
Schneider Electric SE ist ein französischer, börsennotierter Elektrotechnik-Konzern, der auf den Gebieten elektrische Energieverteilung und industrielle Automation tätig ist. Das Unternehmen hat seinen Sitz in Rueil-Malmaison bei Paris und ist in mehr als 100 Ländern vertreten.

## Geschichte

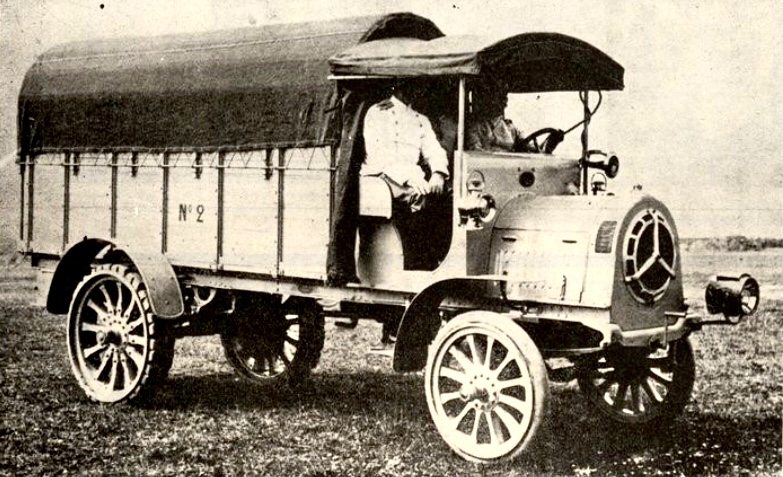
Schneider Militärlastkraftwagen (1917)

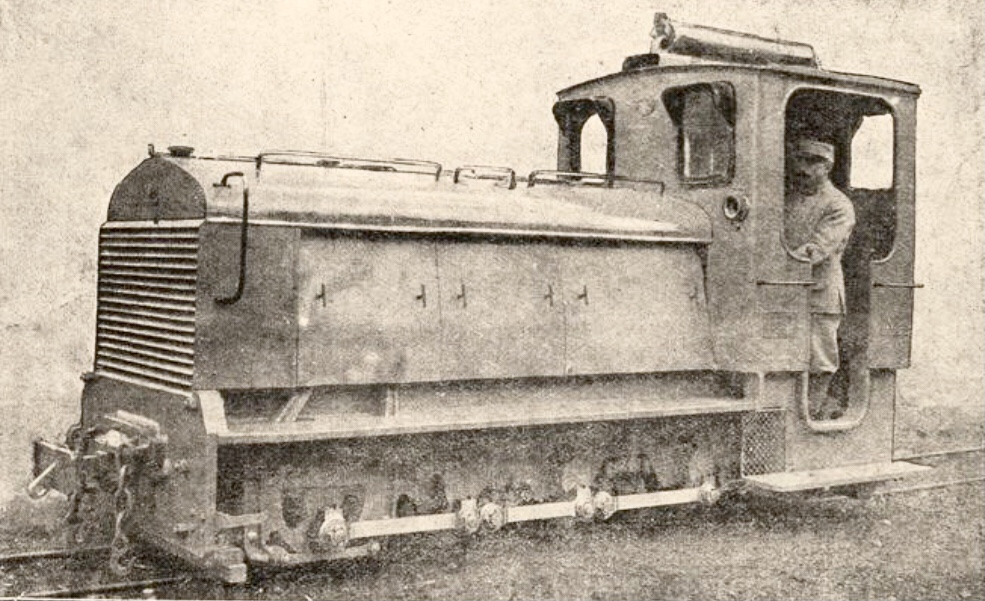
Schneider Lok Type L.G. 60 PS; Spurweite 0,6 m; Gewicht 10 t von 1917

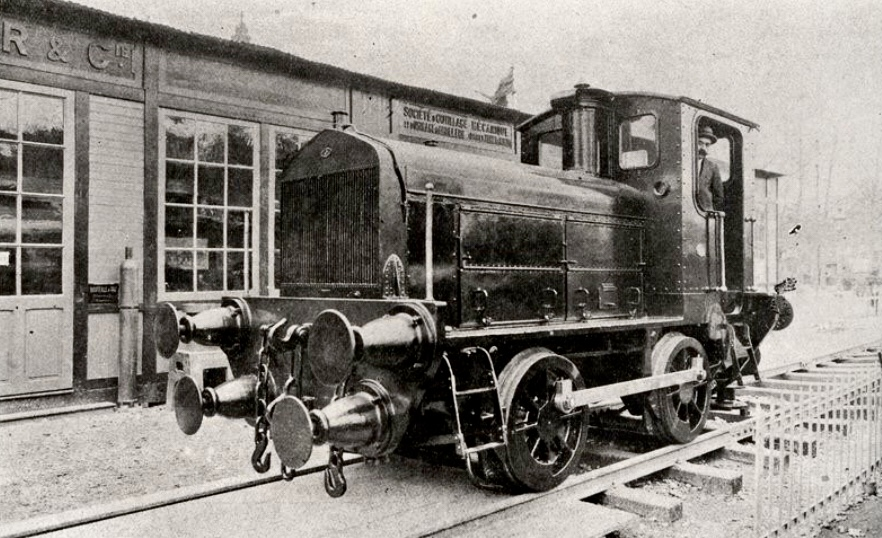
Schneider Lok Type L.B. 60 PS; Gewicht 15 t um 1919

### Gründung
In Le Creusot im Burgund gründeten William Wilkinson und Ignace de Wendel 1781 die königliche Giesserei zur Herstellung von Kanonen für die französische Marine. Sie setzte als erste Eisenhütte außerhalb Englands Hochöfen ein, die mit Koks statt mit Holzkohle befeuert wurden, wodurch die Qualität des Roheisens verbessert werden konnte. Weil die Schwerindustrie aber noch in den Kinderschuhen steckte, hatte die Gießerei immer wieder finanzielle Schwierigkeiten und wechselte mehrmals den Besitzer. Im Jahre 1836 gründeten Adolphe und Eugène Schneider mit Hilfe der Bank Seillière die Kommanditgesellschaft auf Aktien Schneider frères et Cie, welche die insolvente Gießerei übernahm. Das Unternehmen entwickelte sich schnell und konnte 1838 die erste in Frankreich gebaute Dampflokomotive ausliefern. Sie hieß La Gironde und war zusammen mit fünf weiteren Lokomotiven für die Compagnie du Chemin de Fer Paris–Versailles bestimmt. Ab 1839 erwarb Schneider im 40 km entfernten Chalon-sur-Saône Land und baute darauf eine Werft.
Nach dem Unfalltod von Adolphe im Jahre 1845 wurde das Unternehmen in Schneider et Cie umbenannt, oft auch nach der Telegrafenadresse Schneider-Creusot bezeichnet. Der Lokomotivbau entwickelte sich zum Hauptgeschäft. Um 1860 wurden pro Jahr um die 70 Lokomotiven gebaut, wobei die Hälfte für das Ausland bestimmt war, hauptsächlich für das Königreich Italien, Spanien und das Russische Kaiserreich. Neben den Lokomotiven wurden für den Bahnbau auch Brücken, Schienen und stählerne Bahnhofshallen geliefert.

Nach der Niederlage Frankreichs gegen Preußen im Deutsch-Französischen Krieg im Jahre 1870 bat die Regierung um die Wiederaufnahme der Waffenproduktion, denn die preußischen Stahlkanonen waren im Krieg den Französischen überlegen. Unter der Leitung von Henri Schneider, Sohn von Eugène Schneider, gelang es, den Rückstand in der Entwicklung aufzuholen. Die Familie Schneider wurde neben Carnegie, Thyssen und Krupp zu einer der bedeutendsten Eisenhütten-Dynastien der Welt. Schneider & Cie gehörte zu den großen Pionierunternehmen Frankreichs und das nicht nur in der Schwerindustrie, der Rüstungsindustrie und der Bahnindustrie tätig war, sondern auch Schwermaschinen- und im Schiffbau betrieb. 
Ab 1884 begann der Waffenexport im großen Stil, ebenso kamen große Aufträge für den Bau des russischen Eisenbahnnetzes, im Besonderen der Transsibirischen Eisenbahn. 1891 stieg das Unternehmen in die damals aufkommende Elektrotechnik ein. Sie sollte dazu dienen, die Herstellung spezieller Stähle für die Rüstungsindustrie zu erleichtern, die nur bei sehr hohen Temperaturen hergestellt werden konnten. 1895 entstanden in Le Creusot Werkstätten für Elektrochemie, Elektrometallurgie und Elektromaterial, auf der Pariser Weltausstellung von 1900 wurde eine Elektrolokomotive gezeigt.
Schneider übernahm 1897 die Werke zur Herstellung von Artilleriegeschützen in Le Havre. An diesem Standort wurden ab 1904 die Fahrzeuge von Brillié gebaut, einem Unternehmen, das 1908 nach Insolvenz von Schneider übernommen wurde. Die Canon de 105 mle 1913 Schneider stammte ebenfalls aus Le Havre.
Schneider hatte um 1900 die folgenden Produktionsstätten:
- Le Creusot: Kohlenbergwerke, Hochöfen, Stahlwerke, Schmiedewerke, Werke für die Herstellung von Elektrotechnik und Artilleriegeschützen und Schießplatz La Villedieu
- Sète: Hochöfen, Stahlwerke und Schmiedewerke
- Chalon-sur-Saône: Werft, Brücken- und Stahlbau
- Champagne-sur-Seine: Werke für die Herstellung von Elektrotechnik
- Le Havre: Werke für die Herstellung von Artilleriegeschützen, Schießplatz Hoc mit Munitionsfabrik, Munitionslager und Langstrecken-Schießplatz Harfleur.[12]

Nach dem Ersten Weltkrieg expandiert Schneider mit Hilfe der Banque de l'Union européenne industrielle et financière (UEIF) nach Deutschland und Osteuropa. Die UEIF wurde 1920 als Finanzierungsgesellschaft von Schneider zusammen mit der Banque de l'Union parisienne (BUP) bereits 1920 gegründet. Schneider übernahm die Mehrheitsbeteiligung an der nach dem Krieg insolventen Skoda, vor dem Ersten Weltkrieg der zweitgrößte Rüstungshersteller Europas. Die Beteiligung wurde im Januar 1939 noch vor der Besetzung der Tschechischen Republik durch Deutschland verkauft.
1929 gründete Schneider zusammen mit Westinghouse das Joint Venture Le Matériel électrique Schneider-Westinghouse (SW), das es Schneider ermöglicht, in die Produktion von Generatoren, Transformatoren und Elektromotoren einzusteigen. Zu dem bereits seit 1903 bestehenden Werk in Chalon kamen 1942 ein Werk in Lyon, 1943 in Puteaux, 1954 in Toulouse und 1962 Dijon und Montceau-les-Mines hinzu.

### Nach dem Zweiten Weltkrieg
Ab 1942 führt Charles Schneider das Unternehmen. Es wird nach dem Zweiten Weltkrieg 1949 umstrukturiert, um die Verwaltung zu vereinfachen und Steuern zu sparen. Es entstehen aus Schneider et Cie die folgenden drei rechtlich eigenständigen Unternehmensteile:
- die Société des forges et ateliers du Creusot (SFAC), die alle Produktionsstätten hielt.
- die Société Minière de Droitaumont-Bruville, welche die Verwaltung der Bergbaukonzessionen übernahm.
- die Compagnie industrielle de travaux (CITRA),[16] welche die Abteilung für öffentliche Arbeiten übernahm.

Schrittweise erfolgte der Ausstieg aus der Waffenherstellung und die Unternehmen richteten sich auf zivile Bedürfnisse aus. Die Schneider Groupe war nun Bauunternehmung, Stahlhersteller, Elektrotechniklieferant und Zulieferer für die Atomkraftwerkindustrie.
1950 erfolgte unter der Leitung von Charles Schneider die Umfirmierung in die Holdinggesellschaft Schneider SA. Das Unternehmen verfolgte eine Akquisitionspolitik. Schneider wird 1957 Mitglied der 50-Hz-Arbeitsgemeinschaft für die Vermarktung von Bahnelektrifizierungen mit 25 kV 50 Hz. Für Elektrolokomotiven wird der mechanische Teil bei SFAC hergestellt, der elektrische bei Schneider-Westinghouse.
Im August 1960 verstarb der Firmeninhaber Charles Schneider überraschend, und die Schneider SA wird 1963 von Édouard-Jean Empain übernommen und mit dessen Unternehmungen zu Empain-Schneider zusammengelegt. Empain legte mehr Wert auf kurzfristige Rentabilität. Das zurückgehende Stahlgeschäft brachte das Unternehmen mehr und mehr in Schwierigkeiten.
1964 wird die SFAC mit den Forges et Ateliers de Construction Electriques de Jeumont zusammengelegt und die Jeumont-Schneider gebildet. Der Bahnbereich wurde 1968 an Alstom verkauft.
1971 wurde das Bauunternehmen Spie Batignolles übernommen. 1975 erhielt Schneider die Mehrheit an Merlin Gerin, das 1992 vollständig übernommen wurde.
Im November 1980 gerät die Gruppe Empain-Schneider in wirtschaftliche Schwierigkeiten, woraufhin Didier Pineau-Valencienne zum Generaldirektor der neu gegründeten Schneider SA ernannt wird.
1981 verkaufte Édouard-Jean Empain seine Anteile an der Firma an Paribas.
1988 folgte die Übernahme von Telemecanique und 1991 des amerikanischen Unternehmens Square D. Dafür wurden andere Bereiche abgetrennt: 1992 erfolgte der Verkauf von Jeumont-Schneider Industries an Framatome. 1994 wurden die übernommenen Firmen Merlin Gerin, Telemecanique und Square D in die Groupe Schneider integriert, die Namen dort jedoch als Kernmarken weitergeführt. Außerdem erfolgte der Kauf der Automatisierungstechnik (Modicon) von AEG.
1996 trennte sich die Gruppe vom Bauunternehmen Spie Batignolles.
Die Ausrichtung der Groupe Schneider auf den Bereich Elektrotechnik wurde 1999 mit dem neuen Namen Schneider Electric SA betont.

### Seit 2000
Zwischen 2000 und 2005 erweiterte die Firma ihre Betätigungsfelder, darunter Abtastungstechnologie, Bewegungskontrolle sowie Gebäudeautomation und -sicherheit. Die Firma expandierte weiterhin, indem sie in den Jahren 2000 bis heute die oben genannten Unternehmen übernahm, wobei diese selbständig blieben.
Im Jahr 2007 erwarb Schneider von der Friedhelm Loh Group deren im Bereich von Türsprechanlagen tätige Tochter Ritto. Diese Marke wurde seitdem stärker auf den Bereich der Gebäudeautomatisation ausgerichtet und wird weiterhin fortgeführt.
Die Gesellschaften Schneider Electric Power Drives und Sarel wurden 2008 vollständig in Schneider Electric integriert, wobei Sarel als Marke weiter existiert. Im Februar 2007 wurde die Firma American Power Conversion (APC) übernommen, ein Hersteller von Stromversorgungs- und Kühllösungen.
2010 verkaufte Areva den Bereich T&D (Energieübertragung und -verteilung) an ein Konsortium von Schneider Electric und Alstom. Vom Verkauf waren 22.000 Mitarbeiter betroffen. Der Verkaufspreis betrug etwa vier Milliarden Euro. Dem stimmten die Kartellbehörden zu. Der Verkauf von T&D durch AREVA wurde erforderlich, um den Aktienrückkauf von Siemens und die mehrere Milliarden Euro über der Planung liegenden Kosten für den Bau des Kernkraftwerks Olkiluoto/Finnland zu refinanzieren. 2011 wurde dieser Bereich in Schneider Electric Energy umbenannt.
Anfang 2014 hat Schneider Electric Invensys gekauft.
Nach einem Bericht des deutschen Fernsehmagazins FAKT (MDR) vom 27. September 2016 enthielt ein im Jahre 2005 durch den deutschen Bundesnachrichtendienst untersuchtes Überwachungssystem, das von der seit 2007 zum Schneider-Konzern gehörenden US-Firma NetBotz Inc. bevorzugt an Regierungsstellen und Hightech- sowie Rüstungshersteller verkauft wurde, einen Backdoor-Zugang für US-amerikanische Geheimdienste. Die Behörde gab diese Information jedoch wegen befürchteter politischer Auswirkungen nicht an andere Stellen weiter (vgl. Liste von besonderen Vorfällen mit BND-Bezug#Überwachungskameras mit angeblicher Datenübermittlung an US-Stellen). Erst 2015 nahm die Deutsche Bundesanwaltschaft entsprechende Ermittlungen auf. Schneider Electric gab im September 2016 auf Anfrage des MDR an, bislang weder durch deutsche noch durch französische Behörden über diese Vorgänge informiert worden zu sein. Im Dezember 2016 teilte der Konzern mit, man habe die Geräte überprüft und könne die Vorwürfe nicht nachvollziehen. Zu diesem Zeitpunkt waren bei vielen, teils sicherheitsrelevanten deutschen Firmen und auch in Großkonzernen wie Volkswagen, Deutsche Bank und Deutsche Telekom Servermonitoring-Systeme von NetBotz im Einsatz. Die Bundesanwaltschaft schloss eine vorläufige Prüfung bereits im Frühjahr 2016 ab und leitete wegen Verjährung keine förmlichen Ermittlungen ein. Das Büro des französischen Ministerpräsidenten erklärte auf Anfrage, der Sachverhalt unterliege „der höchsten nationalen Geheimhaltungsstufe“.
Nachdem Schneider Electric bereits 2017 einen Anteil von 59 Prozent am britischen Softwarehersteller Aveva erworben hatte, wurde dieser 2022 vollständig übernommen.
Schneider Electric wurde in einem von der Financial Times und Statista durchgeführten Ranking als einer der besten europäischen Arbeitgeber in den Bereichen Vielfalt und Chancengleichheit für die Jahre 2022 und 2024 aufgeführt.
Zum 4. Mai 2023 übernahm der ehemalige Siemens-Manager Peter Herweck den Posten des CEO.
Am 4. November 2024 rückte Olivier Blum als CEO nach. Olivier Blum war seit 10 Jahren für das Energiemanagement-Geschäft zuständig. Schneider Electric SE trennte sich nach nur 18 Monaten von Peter Herweck wegen unterschiedlicher Auffassung über die Umsetzung der Firmenstrategie.

## Unternehmensprofil
Schneider Electric ist in zwei Hauptgebieten tätig:
- Im Bereich der Ausstattung von Mittelspannungsnetzen und Niederspannungsnetzen zur Energieverteilung bis zum Endverbraucher
- Industrielle Automation, Steuerung, Kontrolle, Schutz und Überwachung von Maschinen und Anlagen in Industrie, Infrastruktur und Gebäuden

Schneider Electric GmbH, die deutsche Niederlassung mit Hauptverwaltungssitz in Düsseldorf, beschäftigt in Deutschland 4.754 Mitarbeiter, die in einem Werk und mehreren Vertrieben elektrotechnische Produkte produzieren und vermarkten. Weitere Einrichtungen befinden sich in Berlin, Dortmund, Dresden, Garching, Hamburg, Hannover, Herzogenaurach, Lahr, Leinfelden-Echterdingen, Marktheidenfeld, Neuenstadt am Kocher, Neuss, Nürnberg, Regensburg, Seligenstadt, Sondershausen und Wiehl.
In Österreich verfügt Schneider Electric über zwei Standorte in Wien und ist in der Produktion von Antriebstechnik tätig. Das Unternehmen ist Mitglied der österreichischen Plattform Industrie 4.0 und stellt den Vorsitzenden des Fachausschusses Elektroinstallationstechnik innerhalb der Wirtschaftskammer Österreich.
Die ehemaligen Kernmarken des Konzerns sind Telemecanique, Merlin Gerin und Square D. Diese Unternehmen wurden zunächst von der Groupe Schneider übernommen und die Namen als Marke weitergeführt. Seit Frühjahr 2008 sind Merlin Gerin, Telemecanique und Square D komplett in Schneider Electric integriert. Die Tätigkeitsbereiche werden jedoch bei Schneider Electric weitergeführt.
Des Weiteren sind diese Konzerngesellschaften mit Sitz in Deutschland Teil des Unternehmens:
- Citect GmbH – Mensch-Maschine-Kommunikation, Überwachung/Steuerung/Datenerfassung (SCADA), Produktions-Leitsysteme (MES)
- Crouzet GmbH – Automatisierungs- und Steuerungstechnik
- ELAU GmbH – Steuerungs- und Automatisierungstechnik für die Verpackungsindustrie
- ELSO GmbH – Elektroinstallationsgeräte für Wohn- und Zweckbauten
- Kavlico GmbH – Sensorik für die Automobil-, Flugzeug- und Medizintechnik – Verkauft 2013 an The Carlyle Group einem Spin-off von Texas Instruments
- Merten GmbH – Gebäudeinstallationstechnik
- Messner Gebäudetechnik GmbH – Gebäudeautomationstechnik
- MGE USV-Systeme – Unterbrechungsfreie Stromversorgungen
- Schneider Electric Motion Deutschland GmbH – Robotik und Positioniertechnik
- Schneider Electric Buildings Deutschland GmbH – Gebäudeautomationstechnik (ehemals TAC)
- Schneider Electric Systems Germany GmbH – Automatisierungssysteme und industrielle Software (ehemals Invensys Systems Germany GmbH)
- Schneider Electric Automation GmbH – Automatisierungstechnik (ausgegründet 2008 aus der Schneider Electric GmbH in Seligenstadt)
- Schneider Electric Sachsenwerk GmbH – Bau von Mittelspannungsanlagen
- ABN GmbH – Hersteller von Zählerplatz- und Verteilertechnik (seit 1. April 2017)
- ProLeiT GmbH - Prozessleitsysteme mit MES Funktionen (seit August 2020)[43]

## Produkte

### Industrielle Steuerungs- und Automatisierungstechnik
- Erfassungstechnik (mechanische Positionsschalter, Lichtschranken/optoelektronische Sensoren, Druck- und Vakuumschalter, induktive Näherungsschalter)
- Speicherprogrammierbare Steuerungen (SPS) und industrielle Kommunikation
- Prozessleitsysteme
- Scherheitsgerichtete Steuerungen
- Elektronische Antriebstechnik (Frequenzumrichter, Sanftanlasser und Servoantriebe)
- Motorabgangstechnik (Schütz, Motorschutzschalter, Motorschutzrelais, Trennschalter)
- Industrielle Sicherheitstechnik
- Mensch-Maschine Dialog
- Motion & Drives (Positionierung und Automatisierung)

### Energieverteilung in der Nieder- und Mittelspannungstechnik
- Reiheneinbaugeräte (Leitungsschutzschalter/Sicherungsautomaten)
- Leistungsschalter und Lasttrennschalter
- Schienenverteiler
- Schutzsysteme und Steuereinheiten
- Schaltanlagen
- Transformatoren
- Kompensationstechnik
- Verteileranlagen von 63 A bis 7500 A

### Installationstechnik
- Gebäudeinstallationstechnik
- Gebäudekommunikation
- Elektroinstallation
- Zählerplätze und Installationskleinverteiler
- Wandleranlagen
- Netzanschlussschränke für regenerative Energien